# Kusanka
Kusanka (Wyulda) – rodzaj ssaka z podrodziny kitanek (Trichosurinae) w obrębie rodziny pałankowatych (Phalangeridae).

## Zasięg występowania
Rodzaj obejmuje jeden żyjący współcześnie gatunek występujący w północnej Australii.

## Morfologia
Długość ciała 30–47 cm, długość ogona 28–30 cm; masa ciała 0,9–2 kg.

## Systematyka
Rodzaj zdefiniował w 1918 roku angielski ornitolog i entomolog Wilfred Backhouse Alexander na łamach Journal of the Royal Society of Western Australia. Jako gatunek typowy wyznaczył kusankę łuskoogonową (W. squamicaudata).  

### Etymologia
Wyulda: rodzima, aborygeńska nazwa kusanki znad rzeki Lyons w północno-zachodniej Australii.

### Podział systematyczny
Do rodzaju należy jeden występujący współcześnie gatunek:
- Wyulda squamicaudata W.B. Alexander, 1918 – kusanka łuskoogonowa

Opisano również gatunek wymarły z miocenu Australii:
- Wyulda asherjoeli Crosby, Nagy & M. Archer, 2001[8]